# Г'юїтт (Міннесота)
Г'юїтт (англ. Hewitt) — місто (англ. city) в США, в окрузі Тодд штату Міннесота. Населення — 251 особа (2020).

## Географія
Г'юїтт розташований за координатами 46°19′26″ пн. ш. 95°5′25″ зх. д. / 46.32389° пн. ш. 95.09028° зх. д. (46.323965, -95.090156). За даними Бюро перепису населення США в 2010 році місто мало площу 5,32 км², уся площа — суходіл.

## Демографія
Згідно з переписом 2010 року, у місті мешкало 266 осіб у 113 домогосподарствах у складі 64 родин. Густота населення становила 50 осіб/км². Було 129 помешкань (24/км²).
Расовий склад населення:
| - 100,0 % — білих |

До двох чи більше рас належало 0,0 %. Частка іспаномовних становила 1,1 % від усіх жителів.
За віковим діапазоном населення розподілялося таким чином: 25,2 % — особи молодші 18 років, 59,0 % — особи у віці 18—64 років, 15,8 % — особи у віці 65 років та старші. Медіана віку мешканця становила 40,3 року. На 100 осіб жіночої статі у місті припадало 87,3 чоловіків; на 100 жінок у віці від 18 років та старших — 93,2 чоловіків також старших 18 років.
Середній дохід на одне домашнє господарство становив 45 823 долари США (медіана — 38 750), а середній дохід на одну сім'ю — 51 932 долари (медіана — 44 688). Медіана доходів становила 48 125 доларів для чоловіків та 29 250 доларів для жінок. За межею бідності перебувало 18,5 % осіб, у тому числі 12,1 % дітей у віці до 18 років та 17,5 % осіб у віці 65 років та старших.
Цивільне працевлаштоване населення становило 100 осіб. Основні галузі зайнятості: освіта, охорона здоров'я та соціальна допомога — 41,0 %, виробництво — 17,0 %, роздрібна торгівля — 14,0 %.